# Alpenländischer Volksmusikwettbewerb
Der Alpenländische Volksmusikwettbewerb/Herma Haselsteiner-Preis ist der größte überregionale Musikwettbewerb für Alpenländische Volksmusik. Er findet seit 1974 alle zwei Jahre in Innsbruck statt. Veranstalter ist der Tiroler Volksmusikverein unter der Leitung von Peter Margreiter.
Der Wettbewerb mit ca. 600 Teilnehmern aus allen Regionen der deutschsprachigen Alpenländer wird immer Ende Oktober im Kongresshaus Innsbruck ausgetragen. Er dauert vier Tage, am zweiten und dritten Tag finden die Wertungsspiele statt.

## Ziel des Wettbewerbes
Der Alpenländische Volksmusikwettbewerb/Herma Haselsteiner-Preis möchte das Erlebnis der musikalischen Begegnung jungen Sängern und Musikanten aus dem gesamten Alpenraum ermöglichen und die regionstypische Sing-/Musizierweise fördern.
Da es vor allem um die Motivation junger Sänger und Musikanten in Kleingruppen geht, gibt es eine Altersbegrenzung von 25 Jahren bei Musikgruppen bzw. 30 Jahren bei Singgruppen. Familien sind von dieser Begrenzung ausgenommen, ebenso die Gruppenleiter. Fachleute aus dem Alpenland, sowohl Theoretiker wie auch Praktiker, stehen den Wettbewerbsteilnehmern beratend zur Verfügung.

## Musiziergut
Der Großteil der Lieder und Stücke (mindestens drei) soll aus der echten, überlieferten Volksmusik der engeren Heimat ausgewählt werden. Auch neugeschaffenes Musiziergut, das in der Tradition bodenständiger Volksmusik gewachsen und ihr nachempfunden ist, kann mit einbezogen werden.
Im Bereich des Singens sind neben Liedern und Jodlern auch Balladen und Gstanzln (auch mit selbstgemachten Texten) sowie geistliches Liedgut begrüßenswert. Bei der Zusammenstellung des Programms soll auf Abwechslung in Inhalt, Ausdruck, Charakter, Tempo und Besetzung geachtet werden. Bei der Anmeldung zum Wettbewerb sind mindestens fünf Stücke aus dem Sing- und Musiziergut zu nennen.

## Wertung
Fünf Jurys mit insgesamt 29 Juroren, die den Landschaften (Tirol-Südtirol, Bayern, Allgäu-Schwaben, Salzburg-Oberösterreich, Niederösterreich-Wien-Burgenland, Steiermark-Kärnten-Slowenien-Friaul, Schweiz-Vorarlberg) entsprechen, beurteilen die jungen Sänger und Musikanten. Es werden schriftliche Prädikate vergeben: „Ausgezeichnet“, „Sehr Gut“, „Gut“, „Mit Erfolg teilgenommen“, „Teilgenommen“. Einen wichtigen Teil der schriftlichen Beurteilung stellen Ratschläge der Jury für die weitere musikalische Arbeit der jeweiligen Gruppe dar.
Ab 2010 wird der Herma-Haselsteiner-Preis vergeben. Es ist ein zweckgebundener Geldpreis, der für die Kategorien
1. Gesangsgruppen bzw. Gesangssolisten
2. singende Familien mit Eltern und Verwandten
3. singende Geschwister
4. Instrumentalsolisten
5. Instrumentalgruppen
6. musizierende Familien mit Eltern und Verwandten
7. musizierende Geschwister
8. für besondere Leistungen als Preis der Jury

vergeben wird.

## Rahmenprogramm
Der Begrüßungsabend mit gemeinsamem Singen und Musizieren, ein Volkstanzabend, sowie Gsungen und Gspielt, ein festlicher Abschlussgottesdienst, die Verkaufsausstellung Rund um die Volksmusik und Aufg’horcht in Innsbruck – Singen und Musizieren in der Innsbrucker Innenstadt, bilden das umfassende Rahmenprogramm.
Teilnehmer, die von der Jury ausgewählt wurden, wirken beim Festabend am Abend des dritten Tages mit. Dieses Abschlusskonzert wird im Saal Tirol des Kongresshauses vor vielen Zuschauern abgehalten und zusätzlich vom ORF für Fernsehen und Radio aufgezeichnet und ausgestrahlt.